# Daniela Filipiová
Daniela Filipiová, née le 9 août 1957 à Prague, est une femme politique tchèque.